# 切克梅柯伊
切克梅柯伊（土耳其語：Çekmeköy）是土耳其伊斯坦堡的39個區之一，位於博斯普魯斯海峽以東的亞洲部份，面積202平方公里，人口251,937人。

切克梅柯伊